# De Kring (woonwagenkamp)
De Kring, tot halverwege de jaren 1970 'Peizerweg 170' genoemd, is een woonwijk aan de Peizerweg in de stad Groningen, die deels bestaat uit een woonwagenkamp. Sinds de nieuwe indeling van de gemeente in 2014 geldt De Kring als een buurt binnen de wijk Hoogkerk e.o.
De Kring ligt tussen het Stadspark en het dorp Hoogkerk en grenst aan de nieuwbouwwijk De Buitenhof, waarvan het echter volledig geïsoleerd ligt doordat het omringd wordt door water. Aan overzijde van de weg ligt het gehucht Het Streekje. PKC '83 of de Peizerweg Kring Combinatie is de voetbalclub van het woonwagenkamp.

## Bewoners
Op De Kring wonen 337 mensen (2017). Op het kamp zijn veel familiebanden. Lang niet alle woonwagenbewoners zijn echter geboren en getogen op het kamp. Er wonen ook veel mensen die eerder in een huis woonden en zich op latere leeftijd in een woonwagen gevestigd hebben.
De Kring is van oudsher het grootste woonwagenkamp van de provincie Groningen. Sinds de jaren 1980 zijn er echter steeds meer woningen voor kampbewoners gebouwd op en naast het kamp. In 2017 telde De Kring 82 woonwagenstandplaatsen en 57 huizen.

## Geschiedenis

### Huis voor Gedelogeerden
Het is niet bekend wanneer er voor het eerst sprake was van woonwagens aan de Peizerweg. Nadat de gemeente in 1892 een plaatselijke verordening had aangenomen waarmee het plaatsen van woonwagens op privéterreinen werd verboden, werd het voor hen min of meer onmogelijk om met hun woonwagens in de stad te verblijven, omdat ze nergens mochten staan. In 1904 kocht de gemeente Groningen een stuk grond aan de Peizerweg voor de stichting van een huis voor zogenoemde 'gedelogeerden' (uit hun woning verdrevenen); mensen die wegens wanbetaling uit huis waren gezet. Deze daklozen moesten op deze afgelegen locatie zo sober mogelijk worden opgevangen op dat de opvang niet aantrekkelijk zou worden. Een jaar later werd dit huis gerealiseerd.
Reeds in 1904 is er sprake van rondtrekkende 'zigeuners' die tijdelijk verbleven aan de Peizerweg, zo blijkt uit een ronduit racistisch ingezonden stuk in de Provinciale Drentsche en Asser Courant. Mogelijk bevond zich hiertoe een trekkersveldje. In 1913 wordt namelijk gesproken over een terrein aan de Peizerweg dat 'de gewone plaats voor woonwagens' was. Mogelijk ging het hier om het terrein van het 'huis van gedelogeerden'. 

### Verplaatsing van de Singelweg naar de Peizerweg
Begin jaren 1920 bevonden de meeste woonwagens in de stad Groningen zich op een terrein aan de Singelweg. In 1921 waren er echter bouwplannen voor dit gebied en werd door de gemeente gezocht naar een nieuwe locatie. Volgens politiecommissaris Jacobus Johannes Tonckens en gemeentearchitect Jan Anthony Mulock Houwer konden ze wel worden verplaatst naar een stuk gemeentegrond ten westen van de Zaagmuldersweg. Politiecommissaris Hendrik Frederik van Rosmalen vond dit echter te dicht bij het Rode Dorp (een buurt voor armen), waar nu al klachten over binnen kwamen van omwonenden, die volgens hem door de plaatsing van woonwagens alleen nog maar zouden worden vergroot. Hij vond dat ze beter konden worden verplaatst naar het gemeenteterrein achter het Huis van Gedelogeerden. De conciërge van dit huis kon dan een beetje toezicht op hen houden. Van Rosmalen dacht dat deze afgelegen plek hen misschien ook meteen zou afschrikken en ze de stad dan misschien zouden verlaten of een huis zouden gaan zoeken. In een advies aan B&W gaf hij als slotregel aan 'dat de aanwijzing van dit terrein werkelijk tevens een maatregel zou zijn, om van overlast, veroorzaakt door woonwagenbewoners, bevrijd te geraken'. Bij schouw van het terrein constateerden Mulock Houwer en Van Rosmalen echter dat het terrein bestond uit slappe veenbodem en het terrein daarom eerst zou moeten worden verhard, er een brug moest komen en ook enkele privaten. Water konden de bewoners volgens hen wel halen uit de regenbakken van het huis van gedelogeerden. De woonwagenbewoners werd vervolgens te kennen gegeven dat ze snel moesten vertrekken omdat de aannemer beginnen wilde met zijn bouwplannen. Bij het inspecteren van het terrein kwamen ze echter tot de conclusie dat er nog niks aan het terrein was gedaan: er stonden zelfs nog wintervruchten op en een boom versperde de doorgang. Woonwagens zouden wegzakken in de grond. Zij hadden echter geen keus en moesten in november alsnog vertrekken naar het terrein, zonder dat er iets aan was gedaan. Daarmee werd feitelijk de basis gelegd voor het huidige woonwagenkamp.

### Klachten van omwonenden: De gemeente verbetert het terrein
De gemeente dacht een goedkope oplossing voor hun probleem te hebben gevonden. De vestiging van de ongeveer 20 woonwagens aan weerszijden van het Huis voor Gedelogeerden leidde echter binnen een paar maanden tot een stroom van klachten van omwonenden van de Peizerweg. Omdat het onverharde terrein in het natte jaargetijde erg drassig werd, hadden de bewoners hun wagens noodgedwongen aan weerszijden van het huis van gedelogeerden geparkeerd en waren zij genoodzaakt om hun activiteiten te verplaatsen naar de openbare weg. Ook de kinderen speelden hier, met het gevaar dat ze konden worden overreden door de tram. Omwonenden klaagden over op de weg en in hun landerijen spelende kinderen, gokkende clubjes bewoners op straat, rondslingerend afval, loslopende paarden en over het wegbreken van afrasteringen van hun landerijen om als brandhout te worden gebruikt door bewoners. Omdat de bestaande privaten ontzettend vervuild waren deden de bewoners hun behoeften verder liever in de sloot, wat volgens omringende boeren en kwekers een gevaar was voor de 'algemeene gezondheid' omdat zij dit water ook gebruikten voor het was van groenten en melkbussen. De gemeente Groningen besloot daarop in 1923 om een deel van het terrein aan te wijzen als officiële standplaats in het terrein en het terrein toch maar enigszins te verbeteren door de aanleg van een weg vanaf de Peizerweg, waarlangs de woonwagens verder van de weg af konden worden opgesteld. Ook werd er een waterput geslagen en kwam er een faecaliënwagen om de privaten beter te kunnen reinigen. Om het terrein kwam ook een afrastering. Bij de ingang was reeds een gebouw voor de conciërge annex beheerder/bewaker van het kamp en het huis van gedelogeerden.

### Ontwikkeling van het kamp
In 1934 was nog steeds slechts een klein deel van het terrein verhard. Het Huis voor Gedelogeerden en de privaten van het kamp verkeerden toen in slechte staat. Besloten werd toen om het terrein wat te verbeteren en een paardenstal te bouwen voor de loslopende paarden. In de jaren erop werd het paarden houden echter steeds minder populair en verdween uiteindelijk helemaal. In 1940 werd besloten dat de bewoners voortaan moesten betalen voor het gebruik van terrein in verband met de door de gemeente gemaakte kosten. Tijdens de Tweede Wereldoorlog werd op last van de bezetter een trekverbod ingesteld en werd in Groningen een verzamelkamp ingericht waar woonwagenbewoners uit omliggende gebieden naartoe moesten komen. Waarschijnlijk zijn er geen woonwagenbewoners weggevoerd en omgebracht; een ambtenaar rekende de woonwagenbewoners niet tot deze bevolkingsgroepen die werden aangeduid met 'zigeuner' in het trekverbod, waardoor er geen bewoners werden opgepakt tijdens een razzia op 16 mei 1944. Na de oorlog werd het trekverbod weer opgeheven.
In 1948 bleek dat het bestaande kamp uit zijn voegen dreigde te barsten. De gemeente overlegde over de vraag of er een tweede kamp moest komen of dat het bestaande kamp moest worden vergroot. Nadat een plan voor de verplaatsing van het hele kamp naar een terrein naast het Stadspark vanwege bezwaren van omwonenden niet doorging, werd besloten tot de sloop van de woonruimtes voor de gedelogeerden in de daardoor ontstane ruimte bij het terrein te voegen, zodat er meer ruimte was voor 28 standplaatsen. De kermisklanten werden in 1949 overgebracht naar het nog altijd bestaande kamp aan de Helper Westsingel. Reeds in 1950 bleek de gepleegde uitbreiding aan de Peizerweg onvoldoende; een bewoner werd toen weggesleept omdat er voor hem geen plaats was.

### De Grote Trek: Verbetering van de maatschappelijke en culturele zorg
In 1955 werd de Stichting voor maatschappelijke en culturele zorg De Grote Trek opgericht om verbetering te brengen in het lot van de woonwagenbewoners in de gemeente Groningen. De stichting richtte zich op betere gezondheidszorg (door het Groene Kruis), scholing (verminderen van het analfabetisme) en het organiseren van activiteiten rond ontspanning en sport. Aan bewoners werden cursussen aangeboden en kinderen kregen voortaan les in de kindergemeenschap De Tazelaar aan de Friesestraatweg In 1956 werd gewerkt aan het verbeteren van de hygiëne. De toiletvoorzieningen werden verbeterd en om de ratten te weren werden de sloten rond het kamp gedempt en de riolen afgesloten met roosters. Het terrein werd verbreed om de woonwagens verder uit elkaar te kunnen plaatsen. Ook werd er eindelijk een speelplaats ingericht voor de kinderen; iets wat al in de jaren 1920 was voorgesteld. In 1959 werd een nieuw recreatiegebouw ('clubgebouw') gerealiseerd, waarin cursussen en ontspanningsactiviteiten konden worden georganiseerd.
De Tazelaar is vernoemd naar onderwijsinspecteur Tazelaar die verantwoordelijk was voor de oprichting van de school, die zich bevond aan het eind van de Friese Straatweg, schuin tegenover Melkfabriek De Ommelanden. In 1971 werden de kinderen verplaatst naar een leegstaand streekschooltje aan de Zuiderweg 80 ten westen van het kamp. In 1964 werd een kleuterschool opgericht op het kamp om de achterstand van de kinderen in het lager onderwijs te verkleinen. In 1975 telde de school 55 lagere scholieren en vijftien kleuters. De school groeide in de jaren 1970 tot ongeveer 90 leerlingen, waarvoor twee vleugels aan de school moesten werden gebouwd. Tot 1985 gingen kinderen tot hun 12e, 13e of 14e naar De Tazelaar, om vervolgens te gaan werken. Met de invoering van het basisonderwijs het jaar erop moesten de kinderen tot hun 18e naar school. Middels een speciaal gemeentelijk project werd vanaf 1986 ingezet op voortgezet onderwijs voor kinderen van woonwagenbewoners, waardoor zij een betere kans op een baan kregen. Met de herontwikkeling van de locatie begin jaren 1990 (zie verder) werd de school in 1994 gefuseerd met een andere school tot OBS De Ploeg, die zich ongeveer twee kilometer noordelijker bevindt (Zuiderweg 70-3). Veel jongeren waren in de jaren 1980 en 1990 echter nauwelijks opgeleid en mede daardoor werkloos. Om hen toch aan werk te helpen werden verschillende cursussen aangeboden (onder andere lassen).

### Concentratiebeleid
In 1960 werd het kamp uitgebreid tot 52 standplaatsen en werd er een parkeerterrein aangelegd. In 1972 was de capaciteit 56 woonwagens. Intussen werd er door de overheid ingezet op concentratie van de woonwagenkampen in het land. In 1958 had het stadsbestuur al een plan gemaakt om het kamp aan de Peizerweg tot regionaal kamp te maken. In 1968 werd door minister Klompé in de Woonwagenwet het rondtrekken min of meer onmogelijk gemaakt en werd aangegeven dat gemeenten mochten samenwerken om grotere kampen mogelijk te maken. In de provincie Groningen zouden twee regionale kampen moeten komen: in de stad Groningen en in Veendam. De bewoners waren hier zwaar op tegen omdat zij gehecht waren aan hun bestaande woonomgeving en niet in een 'concentratiekamp' wilden wonen. In de tussentijd was echter in overleg met De Grote Trek reeds besloten dat het woonwagenkamp aan de Peizerweg een regionale kampen zou worden. Daartoe zou het echter sterk moeten worden verbouwd, waarvoor in de jaren erop de plannen werden uitgewerkt. In 1971 werd het concentratiebeleid reeds herzien door de provincie en werd besloten tot het handhaven van de bestaande kampen. De ontwikkelingsplannen voor het kamp -dat inmiddels toch al de beoogde omvang had- werden echter doorgezet.
In 1968 vaardigde de gemeente een verordening uit die het slopen van autowrakken op het kamp voortaan verbood. Dit mede vanwege de grote hoeveelheid troep die dit opleverde. In dat jaar werd een grote opruimactie gehouden om alle wrakken van het kamp te halen. In de praktijk ging men echter door met het slopen van auto's op het kamp, hetgeen door de gemeente werd gedoogd. Door het rondtrekverbod verloren veel bewoners hun mogelijkheden om elders hun geld te verdienen, waardoor ze van de bijstand afhankelijk werden.

### Ontstaan van De Kring
Het kamp verkeerde in de jaren 1970 in slechte staat en de sanitaire voorzieningen verkeerden in miserabele staat. De andere woonwagenkampen in de provincie waren er overigens niet veel beter aan toe. De gemeente liet Stichting De Grote Trek een plan maken voor het woonwagenkamp nieuwe stijl. Besloten werd om een weiland van 6,61 hectare naast het 1,13 hectare grote bestaande kamp aan te kopen en hier een nieuw woonwagenkamp in te richten dat meer zou moeten voldoen aan de eisen van de tijd. In een rapport in 1970 kwam de stichting tot een nieuwe en ruimere opzet met 70 wagens; het maximale aantal waar beneden het centrum 'leefbaar en hanteerbaar' werd geacht. Ter 'integratie tussen de sedentaire maatschappij en woonwagenbevolking' werd verder ingezet op een aantal goede voorzieningen, waaronder de centrumschool en een nieuw gebouw voor culturele activiteiten (clubhuis/buurtcentrum). De bewoners zelf hadden aanvankelijk liever een rechthoekige uitleg gezien, maar uiteindelijk werd gekozen voor een eclipsvormige uitleg die de naam De Kring kreeg. Bewoners mochten meedenken over een nieuwe opzet van het kamp. De aankoop van de benodigde percelen verliep echter langzaam omdat de boer van wie de percelen waren volgens de gemeente te veel geld wilde hebben voor de boerderij en het land. Om de ergste nood te lenigen werden in 1973 echter wel alvast de toiletvoorzieningen aangepakt, die tot dan toe hadden bestaan uit twee 'Franse' hurktoiletten. In 1974 blokkeerden de bewoners van het kamp een dag lang de Peizerweg omdat het volgens hen te langzaam ging: Er werd al een aantal jaren gepraat zonder resultaat. Een jaar later werd begonnen met de bouw van het nieuwe woonwagenkamp. In 1977 was De Kring gereed. Op het kamp mochten voortaan 60 woonwagens staan en werden daarnaast tien plekken aangewezen voor trekkers. Overigens stonden er al 60 woonwagens. In het nieuwe plan kreeg elke woonwagen een eigen sanitair gebouw. Er werden nieuwe parkeerplaatsen aangelegd voor de vrachtwagens waarmee de bewoners hun kost verdienden. Ook kwam er een apart terrein voor sloopauto's. Eigenlijk had de gemeente er ook wel enkele woningen willen plaatsen, daar bewoners hier zelf om vroegen en het qua kosten ongeveer even duur was als het realiseren van staanplaatsen. De verbouwing werd echter bekostigd uit de rijkssubsidie voor de woonwagenkampen, die zoiets niet toeliet.
Het bestaande clubgebouwtje uit 1959 werd in 1980 vervangen door het nieuwe buurthuis De Strinke. Er kwam ook een nieuw speelterrein voor de kinderen. Naast het terrein werd een sportveld aangelegd, waar bewoners van het kamp na het gevoel gediscrimineerd te worden bij voetbalclub VV Pelikaan-S in 1983 voetbalclub PKC '83 oprichtten.

### Spreidingsbeleid: Naar Beijum?
Met 60 vaste standplaatsen was De Kring al bij de bouw vol. In 1974 was er al eens een rel ontstaan toen twee boventallig (en dus illegaal) geplaatste woonwagens van het kamp werden weggesleept naar een ander kamp in Assen. De bewoners keerden vrijwel direct terug naar het kamp en weigerden dit te verlaten. Na overleg met de politie en de gemeente werden uiteindelijk twee woonwagens alsnog gelegaliseerd omdat er net twee plekken vrij waren gekomen. De gemeente wilde geen verdere vergroting van het kamp, dat vervolgens een slagboom en een bordje met 'vol' kreeg. In de praktijk gedoogde zij echter dat er in de loop van de tijd toch enkele woonwagens bij kwamen. In lijn met het door minister Meijer in 1977 ingezette Rijksbeleid zette de gemeente Groningen echter wel in op de bouw van kleinere kampen elders in de stad, waar 'overtollige bewoners' ook beter zouden kunnen integreren. Zij wilde dat nieuwe standplaatszoekenden zich in het nieuwe uitlegplan Beijum gingen vestigen en overlegde daarnaast met andere gemeenten in de provincie om te kijken of het daar ook nieuwe kampen konden worden gerealiseerd waar bewoners van De Kring naartoe zouden kunnen worden verplaatst. De gemeente wilde hiermee uiteindelijk bewerkstelligen dat het kamp nog maar maximaal 25 woonwagens zou tellen. Kampbewoners wilden echter voor een groot deel niet zover van hun familie af wonen. Ook waren ze er klaar mee dat er steeds over hen werd overlegd in plaats van met hen. Veel van hen wilden helemaal niet verhuizen. Nieuwe woonwagenbewoners (kinderen van woonwagenbewoners die op zichzelf wilden gaan wonen) namen liever hun intrek in een woonwagen op een plek in de buurt; bijvoorbeeld op open plekken langs de Peizerweg. Slechts twaalf woonwagens vertrokken naar een van de drie kleine kampjes die in Beijum werden gerealiseerd aan de Wibenaheerd, de Froukemaheerd en de Nijensteinheerd, maar nooit een succes werden.

### Zusterkampen
In 1987, toen De Kring inmiddels tien officieuze standplaatsen bezat, werd ook groen licht gegeven voor de bouw van tien woningen voor kampbewoners naast het kamp door de lokale woningcorporatie, die zo voor het eerst ervaring opdeed met het bouwen voor woonwagenbewoners. De belangstelling was zo groot dat zelfs overwogen werd om er op termijn nog tien te bouwen. In samenspraak met de bewoners van De Kring werd in de jaren 1990 door de woningbouwvereniging Hoogkerk ook huizen voor kampbewoners in combinatie met negen standplekken gerealiseerd aan de Zuiderweg op het terrein van de Tazelaar aan noordzijde van de Peizerweg (Bangeweer-West). Een dergelijk project was destijds uniek voor Nederland. Woonwagens werden er zo geplaatst dat er eenvoudig ook een huis kon worden gerealiseerd. Bewoners konden na drie jaar aangeven of ze toch liever in een huis wilden wonen. Reeds in 2004 waren acht van de negen woonwagens vervangen door huizen. Ondertussen bleef De Kring in trek. In 1996 was er een lange wachtlijst om te mogen wonen op het kamp. Met name kinderen van woonwagenbewoners wilden er (blijven) wonen. Er stonden toen bijna dubbel zoveel caravans als er eigenlijk zouden mogen staan. De overtallige caravans worden gedoogd door de gemeente. Korte tijd later verrees een soortgelijk project als het eerder genoemde project aan de Peizerweg (Bangeweer-West) op kleinere schaal aan de Leegeweg in De Held.

### Drugshandel

#### Verlies van vertrouwen en controle
Een cultureelwerker op het kamp schreef in de jaren 1990 dat veel woonwagenbewoners uit nostalgie hun woonwagen aanhielden als symbool van hun ongebondenheid. In feite zagen zij zichzelf nog steeds als zelfstandige ondernemers, die door de overheid middels het trekverbod uit 1968 aan banden waren gelegd en daarom voor hun gevoel stand-by waren gebleven in afwachting van een kans om hun leven weer op te kunnen pakken. Een conservatieve houding die de integratie volgens de cultureelwerker niet bevorderde. Het kamp werd en wordt gezien als een veilige enclave waar mensen ondanks hun werkloosheid een vorm van zelfwaardering konden verkrijgen, niet gehinderd door kritische buitenstaanders. Met name het wantrouwen tegen de overheid met hun wisselende beleid (concentratie en vervolgens deconcentratie) was en is groot. Het gevoel gediscrimineerd te worden door de buitenwereld deed een in en op zichzelf gerichte gesloten cultuur ontstaan, die conflicteerde met de buitenwereld.
In 1996 werd de subsidie van stichting De Grote Trek ingetrokken. De gemeente wilde geen beleid gericht op minderheden meer. Hierdoor ontstond er een vacuüm in het behartigen van de belangen van De Kring.

#### Wietkwekerijen
In de jaren erop begonnen verschillende twintigers en dertigers met het kweken van wiet. Dit werd mede in de hand gewerkt doordat inwoners door verscherpte milieueisen steeds minder makkelijk auto's konden slopen en daardoor zonder werk kwamen te zitten. Rond 1998 was ongeveer 92 procent van de woonwagenbewoners aangewezen op de bijstand. Sommigen besloten daarom om in de wietteelt te gaan. Al snel bleek dat er enorme sommen geld konden worden verdiend en ook andere kampbewoners wilden door het verrichten van hand-en-spandiensten hier wel een centje aan meeverdienen. Andere kampbewoners hielden uit angst hun mond richting buitenstaanders. Tegelijkertijd staken de eigenaren van de kwekerijen ook veel geld in de sponsoring van voetbalclub PKC '83. Volgens criminoloog Frank Bovenkerk stonden de wiettelers uit Groningen zelfs aan de top van de technische innovatie in deze sector. De buitenwereld begon ook iets te vermoeden toen woonwagenkinderen plots met duizenden guldens cash over straat gingen en dure aankopen deden en sommige bewoners ineens in dure auto's reden en luxe woonwagens van wel 250.000 gulden aanschaften. Buurtbewoners zagen dat de straatverlichting regelmatig haperde als gevolg van de overbelasting van het stroomnet. In 1998 wilde de politie een inval doen in het kamp, maar deze werd in de nasleep van de Oosterparkrellen uit angst voor gewelddadigheden toen afgelast.

#### Politie-inval in 2000
Begin april 2000 vond de politie het evenwel welletjes. Bij een grootscheepse actie waarbij meer dan 400 politieagenten uit Groningen, Friesland, Drenthe en Overijssel werden ingezet, werden meerdere woonwagenkampen tegelijkertijd binnengevallen. Op het kamp werden 25 wietkwekerijen met in totaal ruim 11.000 planten opgerold met een straatwaarde van ongeveer 1 miljoen gulden: De grootste hennepkwekerij van het noorden. Ook werden ongeveer 250.000 D-mark (veel wiet werd geëxporteerd naar Duitsland), 530.000 gulden enkele pistolen en diverse auto's en jetski's in beslag genomen. Daarnaast kwamen veel gevallen van bijstandsfraude aan het licht. Bij de actie werden bijna alle woonwagens doorzocht. Veel bewoners waren blij dat de kwekerijen werden opgerold, omdat deze zorgden voor een steeds criminelere sfeer op het kamp.

### Integratie
Het gevolg van de inval in 2000 was dat de gemeente begon in te zien dat zij te weinig greep had op de problematiek op het woonwagenkamp: Er was veel te laat ingegrepen en er diende een wijziging plaats te vinden in het beleid: Men besefte dat het woonwagenkamp een gegeven was en dat men beter in samenspraak met de bewoners hen kon helpen om hen uit hun sociale isolement te halen. Besloten werd dat het kamp niet weer een vrijplaats mocht worden voor criminaliteit en dat de mensen niet aan hun lot mochten worden overgelaten. De gemeente richtte daarop in 2001 het Gemeentelijk Bureau Woonwagenzaken op dat zich in eerste instantie speciaal richtte op bijstandtrekkers om te zien waar de problemen lagen en waar zij kon helpen bij het bieden van een zinvolle dagbesteding en zo mogelijk het vinden van betaald werk. In 2002 stond het woonwagenkamp centraal in een project van alfabetisering. Het doel was de inwoners -met name vrouwen- te helpen met het ontwikkelen van betere sociale en digitale vaardigheden om hen uit hun sociale isolement te halen. Vanwege het grote enthousiasme van de bewoners viel dit project landelijk in de prijzen. In de jaren erop werd ook een project opgezet om moeders te helpen bij het verkleinen van de leerachterstand van hun kinderen door hen speelgoed te lenen waarmee de kinderen spelenderwijs konden leren. Hierdoor deden deze moeders tevens meer contacten op met de buitenwereld. Het kamp werd door een verhoogd aantal sociale contacten volgens de moeders ook minder gesloten. De nieuwe aanpak leidde ertoe dat het vertrouwen met de gemeente werd hersteld, meer kinderen naar school gingen, meer mensen aan werk werden geholpen en ook de veiligheid van de woonwagens verbeterde. In 2008 bleek dat de werkloosheid onder jongeren tussen de 18 en 22 jaar tussen 2005 en 2007 was gedaald van 45 naar 23 procent. Onder ouderen bleef deze met ongeveer de helft van de bevolking zeer hoog, maar het was wel een forse afname ten opzichte van tien jaar eerder.

### Uitbreiding van De Kring
In 2004 werd een nieuw plan gepresenteerd voor de bouw van 29 huizen en de realisatie van (uiteindelijk) acht standplaatsen ten westen van het kamp. Meer dan 40% van de bewoners van De Kring bleek bereid om hun woonwagen te verruilen voor een huis. De meeste kinderen wilden ook wel wonen in een huis, maar dan wel het liefst in de buurt en zo mogelijk bij het kamp zelf. Het liefst een woning zonder verdiepingen, net als bij een woonwagen. De huizen werden gerealiseerd door de woningcorporatie in de jaren 2006 tot 2009. In 2008 waren er nog 72 standplaatsen op het kamp.
De wietteelt op het kamp zou nooit meer zo groot opleven zoals eind jaren 1990 het geval was. In 2004 en 2015 werd bij invallen echter wel een kwekerij ontdekt. Bij de laatste actie, waaraan bijna 200 agenten deelnamen, werden zestien invallen gedaan in de provincie, waarvan zeven in het kamp. Bij de actie werden vier mensen opgepakt op het kamp en werd een schat aan informatie gevonden over de hennepteelt in de provincie.
1. ↑  Inclusief het A-kwartier, Academiekwartier, Bisschopskwartier en Ebbingekluft
2. ↑  Inclusief Ruskenveen
3. ↑  Euvelgunne en Roodehaan zijn onderdeel van de MEER-dorpen, maar vallen onder de wijk Zuidoost
4. ↑  Inclusief de subbuurten De Wierden (waaronder het bouwblok Heemwerd), Rietlanden en Reitdiephaven
5. ↑  Voorheen Korrewegwijk genoemd
6. ↑  Voorheen Korrewegbuurt genoemd